# Carbure d'uranium
Les carbures d'uranium sont une famille de composés chimiques binaires entre l'uranium et le carbone, soit de formule UxCy.
Ils font l’objet de recherches fondamentales et technologiques dans un grand nombre de laboratoires, du fait de l'évolution de la technique des combustibles nucléaires, pour leur utilisation comme composés réfractaires à température élevée.

## Recherches sur les carbures d'uranium
Les objectifs des recherches menées sur les carbures d'uranium sont les suivants :
- la détermination des caractéristiques physiques et des propriétés physicochimiques des carbures, en particulier du point de vue de leur comportement en présence des matériaux de gaine et des fluides caloporteurs envisagés dans les réacteurs projetés ;
- l’étude du comportement sous irradiation des carbures d’uranium. À cet égard, des essais menés jusqu’à des taux de combustion de 13 750 MWJ/T[Quoi ?] d’uranium ont montré que le comportement de monocarbure peut être considéré comme excellent[réf. nécessaire] ;
- mise au point d’un procédé économique de fabrication de combustibles à base de carbure d’uranium. Les méthodes de préparation employées sont décrites plus loin ; les méthodes de mise en forme étudiées sont surtout le frittage et la coulée par fusion à l’arc.

La littérature scientifique et technique sur les carbures d’uranium est, de ce fait, en pleine évolution[Quand ?].

## Système uranium-carbone
L’existence d’un composé de l’uranium et du carbone fut découverte par Moissan en 1896. Par chauffage au four électrique d’un mélange d’oxyde d’uranium U3O8 avec du graphite dans un creuset également en graphite, il obtint un composé dense d’apparence métallique, auquel il attribua après analyse chimique la formule U2C3.
Rideal retrouva ultérieurement la même formule, mais des expériences de Lebeau et Heusler montrèrent que le carbure préparé par Moissan correspondait à UC2. Il existe deux autres carbures d’uranium : UC, qui fut préparé et identifié en 1942 par les chercheurs de l’Iowa, et sesquicarbure U2C3, dont l’existence, la stabilité et les conditions de préparations furent précisées par Mallett en 1950.
En 1896, Henri Moissan réussit et décrit l'attraction publique appelée « tambourin magique » reposant sur un « minuscule feu d'artifice » exploitant la grande inflammabilité du carbure d'urane.